# Lobos de la Benemérita Universidad Autónoma de Puebla Premier
El Lobos de la Benemérita Universidad Autónoma de Puebla Premier fue un equipo filial, sin derecho a ascenso, de Lobos BUAP de la Primera División de México. Participó en el Grupo 2 de la Serie A de la Segunda División de México. Jugó sus partidos de local en el Estadio Olímpico de la BUAP.

## Historia
En 2015 se anunció que los 18 equipos de Primera División debían contar con un equipo filial en la Segunda División, para que los jugadores que superen los 20 años de edad y ya no puedan participar en la categoría Sub-20 se mantengan activos. Así, cuando Lobos ascendió a la Primera División en 2017, fundó la filial de Segunda División llamándola "Lobos BUAP Premier", utilizando como base a Lobos Prepa que participaba en la Liga de Nuevos Talentos. 
En agosto de 2018 ante la salida de varias escuadras filiales de la Serie A, Lobos BUAP decidió traspasar el certificado de afiliación y parte de la plantilla a Cocodrilos de Tabasco, con lo que Lobos Premier desapareció.

## Temporadas
Franquicia Lobos Prepa
| Apertura 2017 | 3.Segunda Serie A | 14o. Grupo II |
| Clausura 2018 | 3.Segunda Serie A | 14o. Grupo II |